# Apodie
Die Apodie, von altgriechisch πούς, ποδός pous, podos, deutsch ‚Fuß‘ + ἀ Alpha privativum, ist das Fehlen eines Fußes. Es handelt sich um eine sehr seltene angeborene Fehlbildung, bei der Teile des peripheren Extremitätenanteils fehlen.
Sie kann zusammen mit der Aphalangie (Fehlen von Finger- oder Zehengliedern), der Adaktylie (Fehlen von Fingern oder Zehen) und Acheirie (Fehlen der Hand) zu den Terminalen transversalen Extremitätendefekten (Kongenitale Amputation) gezählt werden. Die Fehlbildung kann ein- oder beidseitig auftreten.
Im Gegensatz zu einer Amelie fehlt nicht die Gliedmaße, Schien- und Wadenbein sind vorhanden. Fehlt nur ein Fuß, spricht man von einer Monopodie. Bei einer Acheiropodie fehlen auch die Hände.

## In der Veterinärmedizin
Bei Rindern wurde diese Fehlbildung gleichfalls beschrieben:

## In der Biologie
Der Begriff Apodie führt in der französischen Wikipedia auf Wirbeltiere, bei denen alle vier Beine sekundär wieder verloren gegangen sind, siehe Schlangen.